# Cercidospora punctillata
Cercidospora punctillata är en lavart som först beskrevs av William Nylander och som fick sitt nu gällande namn av Rolf Santesson 2004. 
Cercidospora punctillata ingår i släktet Cercidospora, klassen Dothideomycetes, divisionen sporsäcksvampar och riket svampar. Arten är reproducerande i Sverige. Inga underarter finns listade i Catalogue of Life.